# Notodiaptomus simillimus
Notodiaptomus simillimus is een eenoogkreeftjessoort uit de familie van de Diaptomidae. De wetenschappelijke naam van de soort is voor het eerst geldig gepubliceerd in 2001 door Cicchino, Santos-Silva & Robertson.